# Jason Shortis
Jason Shortis (* 6. Mai 1970 in Sale) ist ein ehemaliger australischer Triathlet und mehrfacher Ironman-Sieger (2002, 2004, 2005, 2006). 

## Werdegang
1984 startete Jason Shortis bei seinen ersten Triathlon. 
1998 wurde er Fünfter bei der Weltmeisterschaft auf der Triathlon-Langdistanz. „Shorto“ ist in seiner 22-jährigen Profi-Karriere 83 mal erfolgreich über die Ironman-Distanz (3,86 km Schwimmen, 180,2 km Radfahren und 42,195 km Laufen) gestartet und er konnte fünf Siege auf der Langdistanz erzielen. 
Im Dezember 2014 beendete Jason Shortis seine Profi-Karriere.
Er lebt mit seiner Frau Nicole und einer Tochter in Queensland und ist heute als Trainer aktiv.

## Sportliche Erfolge
| Datum/Jahr    | Rang | Wettbewerb                                    | Austragungsort           | Zeit     | Bemerkung |
| ------------- | ---- | --------------------------------------------- | ------------------------ | -------- | --------- |
| 14. Aug. 2011 | 9    | Ironman 70.3 Lake Stevens                     | Lake Stevens, Washington | 04:13:32 | [ 2 ]     |
| 7. Aug. 2011  | 15   | 5150 New York                                 | New York City            | 02:00:39 | [ 3 ]     |
| 3. Okt. 2004  | 1    | Gold Coast Half Ironman                       | Queensland               | 03:55:45 |           |
| 5. Okt. 2003  | 1    | Gold Coast Half Ironman                       | Queensland               | 04:06:38 |           |
| 25. Sep. 1994 | 25   | FISU World University Triathlon Championships | Nantes                   | 01:55:48 |           |

| Datum/Jahr    | Rang | Wettbewerb                                      | Austragungsort | Zeit     | Bemerkung                                           |
| ------------- | ---- | ----------------------------------------------- | -------------- | -------- | --------------------------------------------------- |
| 6. Mai 2012   | 3    | Ironman Australia                               | Port Macquarie | 08:40:02 |                                                     |
| 4. Dez. 2011  | 3    | Ironman Western Australia                       | Busselton      | 08:27:31 |                                                     |
| 24. Juli 2011 | 3    | Ironman USA                                     | Lake Placid    | 08:47:18 |                                                     |
| 1. Mai 2010   | 3    | Ironman Australia                               | Port Macquarie | 08:46:07 |                                                     |
| 25. Apr. 2010 | 4    | Ironman South Africa                            | Port Elizabeth | 08:34:52 | in Südafrika                                        |
| 5. Dez. 2009  | 6    | Ironman Western Australia                       | Busselton      | 08:37:20 |                                                     |
| 26. Juli 2009 | 3    | Ironman USA                                     | Lake Placid    | 08:58:09 |                                                     |
| 7. Dez. 2008  | 2    | Ironman Western Australia                       | Busselton      | 08:10:57 | zweiter Rang hinter seinem Landsmann Tim Van Berkel |
| Sep. 2008     | 3    | Ironman Wisconsin                               | Wisconsin      | 08:59:14 |                                                     |
| 1. Dez. 2007  | 12   | Ironman Western Australia                       | Busselton      | 08:35:43 |                                                     |
| 1. Apr. 2007  | 2    | Ironman Australia                               | Port Macquarie |          |                                                     |
| 3. Dez. 2006  | 1    | Ironman Western Australia                       | Busselton      | 08:03:56 | persönliche Ironman-Bestzeit                        |
| 26. Feb. 2006 | 1    | Ironman Malaysia                                | Langkawi       | 08:36:33 |                                                     |
| 2006          | 3    | Ironman Australia                               | Port Macquarie | 08:36:09 |                                                     |
| 2005          | 1    | Ironman Japan                                   |                |          |                                                     |
| 28. Nov. 2004 | 1    | Ironman Western Australia                       | Busselton      | 08:16:00 |                                                     |
| 4. Juli 2004  | 5    | Ironman Austria                                 | Klagenfurt     | 08:26:06 |                                                     |
| 26. Feb. 2004 | 2    | Ironman Malaysia                                | Langkawi       | 08:56:07 |                                                     |
| 2004          | 3    | Ironman Australia                               | Port Macquarie | 08:33:28 |                                                     |
| Juli 2003     | 3    | Ironman USA                                     | Lake Placid    | 08:56:56 |                                                     |
| 6. Apr. 2003  | 2    | Ironman Australia                               | Port Macquarie | 08:30:05 |                                                     |
| Nov. 2002     | 1    | Ironman Florida                                 | Panama City    | 08:27:44 |                                                     |
| 27. Jan. 2002 | 2    | Ironman Malaysia                                | Langkawi       |          |                                                     |
| 2002          | 3    | Ironman Australia                               | Port Macquarie | 08:29:34 |                                                     |
| 16. Okt. 2001 | 38   | Ironman Hawaii                                  | Hawaii         | 09:29:17 |                                                     |
| 8. Apr. 2001  | 2    | Ironman Australia                               | Port Macquarie | 08:41:58 |                                                     |
| 2001          | 2    | Ironman Japan                                   |                |          |                                                     |
| 2000          | 4    | Ironman Switzerland                             | Zürich         |          |                                                     |
| 5. Apr. 1998  | 3    | Ironman Australia                               | Port Macquarie | 08:38:41 |                                                     |
| 1998          | 5    | ITU Long Distance Triathlon World Championships | Sado           | 05:55:42 |                                                     |
| 1998          | 3    | Ironman Austria                                 | Klagenfurt     |          |                                                     |
| 18. Okt. 1997 |      | Ironman Hawaii                                  | Hawaii         | 09:35:31 |                                                     |
| 16. Okt. 1996 | 114  | Ironman Hawaii                                  | Hawaii         | 09:38:18 |                                                     |
| 1995          | 5    | Ironman Australia                               | Forster        | 08:56:56 | Sieger in der Altersklasse 18–24                    |
| 1993          | 7    | Ironman Australia                               | Port Macquarie | 08:43:24 |                                                     |

(DNF – Did Not Finish)